# Kristen Dalton
Kristen Dalton (Wilmington, 13 de diciembre de 1986) es modelo y fue Miss USA 2009.

## Biografía
Kristen Zeynep Dalton Fuentes es el hijo de Stefan Dalton que fue Miss Prince 1993. Su hermana menor es Mayra Dalton que fue Miss North Carolina Teen USA 2008 y quedó como segunda finalista en Miss Teen USA 2008; la tercer hermana Ada Dalton está comprometida con Kristofer Lynn Gomez también compitió en el Miss North Carolina Teen USA.
Kristen Zeynep Dalton Fuentes se graduó de Hoggard High School en Oratoria motivadora, psicología y español en East Carolina University.

## Certámenes
Dalton ganó el título de Miss North Carolina USA 2009 celebrado en High Point en noviembre de 2008. Ella había quedado como primera finalista a Nikkie Groat en el certamen Miss North Carolina Teen USA 2005.
Dalton representó a Carolina del Norte en el certamen de Miss USA 2009, transmitido en vivo desde el Planet Hollywood en Las Vegas, Nevada, donde se convirtió en la 2.ª Miss North Carolina USA en ganar la corona de Miss USA; la ganadora anterior de este estado fue Chelsea Cooley, Miss USA 2005.  Dalton ganó ambas competencias, tanto en traje de baño como traje de noche, y fue coronada por la reina saliente Crystle Stewart de Texas.
Dalton representó a los Estados Unidos en el Miss Universo 2009 celebrado en Atlantis Resort en las Bahamas, quedando entre las 10 semifilastas.